# János Erdélyi

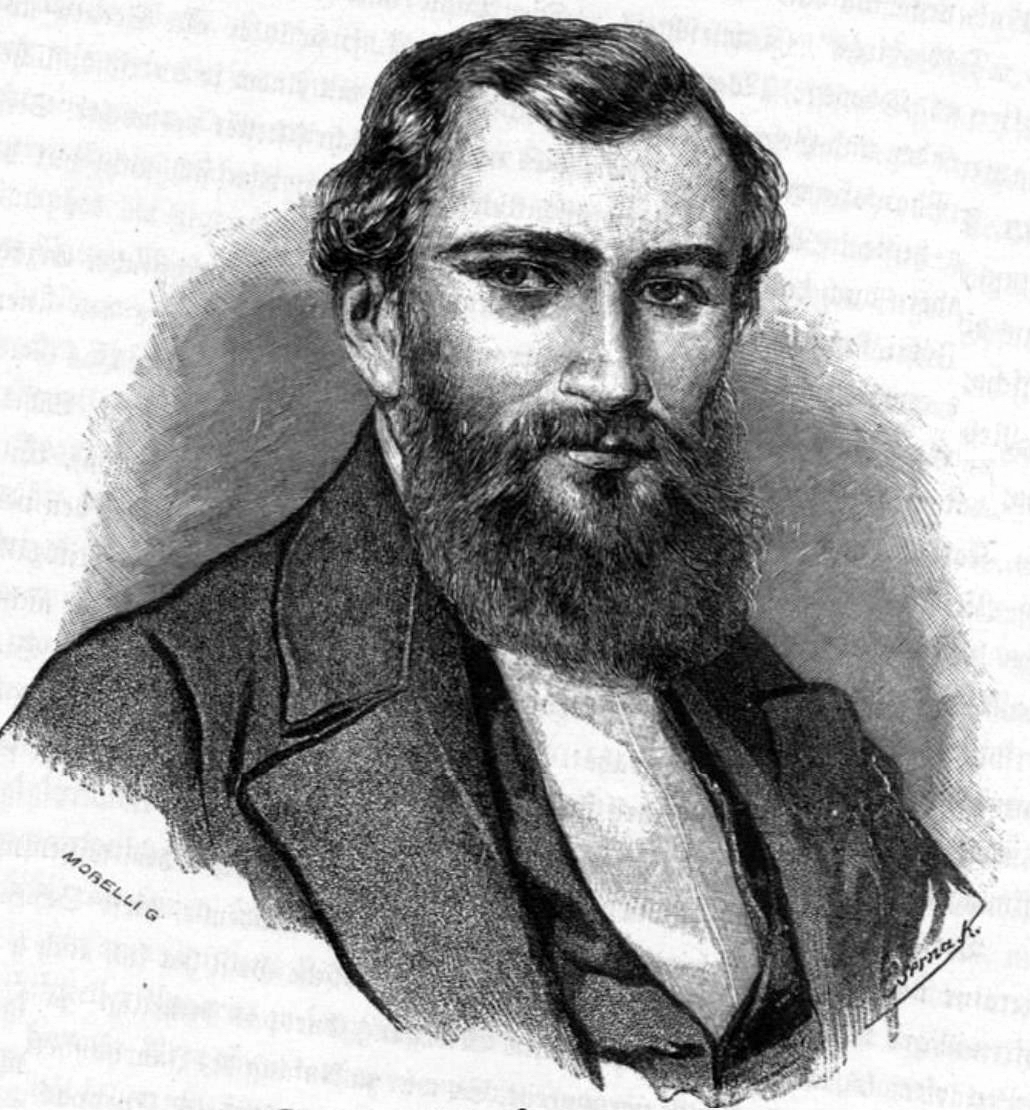
János Erdélyi

János Erdélyi, född 1814, död 23 januari 1868, var en ungersk poet, estetiker, litteraturhistoriker och filosof.
Erdélyi blev 1851 professor i filosofi vid den reformerta akademin i Sárospatak. Han utgav flera samlingar av ungersk folkdiktning, bland annat Magyar népköltési gyüjtemény (3 band, 1846–1848).